# 宮本輝子
宮本 輝子（みやもと てるこ、女性、1952年5月3日 - ）は、元バスケットボール選手である。

## 来歴
熊本県小川町（現・宇城市）生まれ。河江小学校、益南中学校、松橋高校卒業。ユニチカ山崎に入社し、タイトル獲得。1974年から3年連続で日本リーグベスト5にも選ばれる。
また、全日本にも選ばれ、1975年世界選手権では準優勝メンバーとなる。モントリオールオリンピック（第5位）にも出場した。

## 日本代表歴
- 1974アジア選手権
- 1974アジア競技大会
- 1975世界選手権
- 1976モントリオール五輪